# Comuna Bîrîne, Novhorod-Siverskîi
Bîrîne (în ucraineană Бирине) este o comună în raionul Novhorod-Siverskîi, regiunea Cernihiv, Ucraina, formată din satele Bîrîne (reședința), Pidhirne și Prokopivka.

## Demografie
Componența lingvistică a comunei Bîrîne
     Rusă (83,12%)
     Ucraineană (16,71%)
     Alte limbi (0,17%)
Conform recensământului din 2001, majoritatea populației comunei Bîrîne era vorbitoare de rusă (83,12%), existând în minoritate și vorbitori de ucraineană (16,71%).